# Carobbio (Tizzano Val Parma)
Carobbio è una frazione del comune di Tizzano Val Parma, in provincia di Parma.
La località dista 4,55 km dal capoluogo.

## Geografia fisica
Carobbio sorge alla quota di 691 m s.l.m., sulle propaggini orientali del monte Rotondo, sul versante destro della Val Parma.

## Origini del nome
Il toponimo della frazione, nota in epoca altomedievale come Quadrubio e in seguito Carubio, ha origine dal latino Quadrivium, col significato di intersezione tra due strade.

## Storia
Il centro abitato fu fondato in epoca altomedievale; la più antica testimonianza della sua esistenza risale al 9 ottobre 995, quando Quadrubio fu citato in un atto di donazione di numerosi terreni ai canonici del Capitolo della Cattedrale di Parma da parte del conte Berardo del Comitato Parmense.
Il borgo di Carubio fu poi menzionato nel 1000 in un documento, mentre Quadruvio fu nominato nel 1123 in un atto di enfiteusi di un terreno.
In seguito a servizio del borgo fu edificata una cappella, nominata per la prima volta nel 1230.
Successivamente il centro abitato fu aggregato al feudo di Tizzano appartenente ai Terzi; il 19 agosto 1387 la contea, comprendente, oltre a Carobbio, numerosi territori dei dintorni, fu assegnata a Niccolò Terzi il Vecchio dall'imperatore del Sacro Romano Impero Venceslao di Lussemburgo, con diploma sigillato a Norimberga.
In seguito all'assassinio di Ottobuono de' Terzi nell'agguato di Rubiera del maggio 1409, il castello di Tizzano fu occupato dai Fieschi. Pochi anni dopo, Niccolò de' Terzi, il Guerriero, figlio di Ottobuono, riottenne dal duca di Milano Filippo Maria Visconti la contea, che mantenne fino al 1449, quando fu costretto alla fuga in seguito alla presa del potere da parte di Francesco Sforza; quest'ultimo investì del feudo il conte Pietro Ghirasio da Contrano, il cui figlio Agolante dopo alcuni anni alienò il castello al marchese Gianfrancesco I Pallavicino all'insaputa del fratello maggiore Anfitrione.
Alla morte di Rolando Pallavicino nel 1529, il feudo fu a lungo conteso tra i suoi generi e dopo alcuni anni fu acquistato dal duca di Parma Ottavio Farnese. Nel 1650 il duca Ranuccio II Farnese investì del feudo il marchese Domenico Doria, i cui discendenti ne mantennero il possesso per oltre un secolo; dopo la morte di Maria Maddalena Doria alla fine del XVIII secolo, la contea fu assegnata al marchese Troilo Venturi, che ne conservò i diritti fino alla loro abolizione sancita dai decreti napoleonici del 1806.

## Monumenti e luoghi d'interesse

### Chiesa di San Maurizio

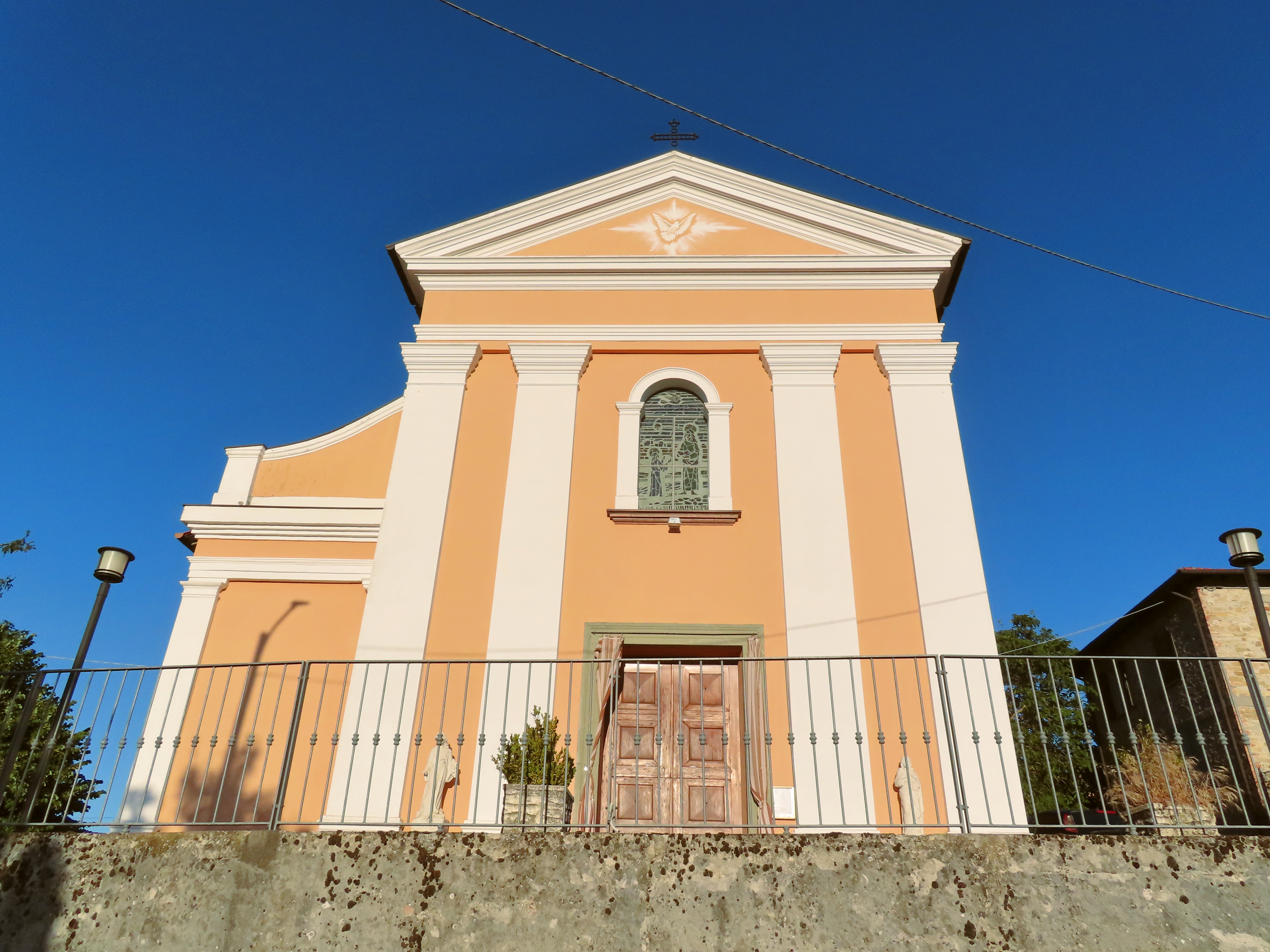
Chiesa di San Maurizio

Menzionata per la prima volta nel 1230, la cappella originaria, unita nel 1564 alla chiesa di Santa Giustina di Casola in un'unica parrocchia, ottenne la piena autonomia nel 1621; riedificata nei primi decenni del XIX secolo, fu distrutta da una frana nel 1855 e completamente ricostruita in stile neoclassico tra il 1861 e il 1866; affiancata dal campanile nel 1924, fu restaurata nel 1964. La struttura, sviluppata su una pianta a navata unica con tre cappelle sulla sinistra, presenta una facciata tripartita da quattro lesene doriche e coronata da un frontone; all'interno l'aula, decorata con lesene e arcate, accoglie alcune opere di pregio.

### Fontana Tra Rii
Costruita nel 1928, la fontana fu risistemata nel 2002; la simmetrica struttura in pietra è costituita da tre vasche.